# Palaeomegopis komiyai
Palaeomegopis komiyai är en skalbaggsart som beskrevs av Alain Drumont 2006. Palaeomegopis komiyai ingår i släktet Palaeomegopis och familjen långhorningar. Inga underarter finns listade i Catalogue of Life.